# Coupe intercontinentale 1987
La Coupe intercontinentale 1987 est la vingt-sixième édition de la Coupe intercontinentale. Le match oppose le club portugais du FC Porto, vainqueur de la Coupe des clubs champions européens 1986-1987 aux Uruguayens du CA Peñarol, vainqueur de la Copa Libertadores 1987. Il s'agit de la première participation du FC Porto dans cette compétition, alors que le CA Peñarol est pour la cinquième fois à l'affiche de cette Coupe intercontinentale, qu'il a remporté à trois reprises.
Le match se déroule au Stade national de Tōkyō au Japon devant 45 000 spectateurs, et est dirigé par l'arbitre autrichien Franz Wöhrer. Le club portugais l'emporte sur le score de deux buts à un, remportant ainsi sa première Coupe intercontinentale, et l'Algérien Rabah Madjer, buteur décisif lors des prolongations, est élu homme du match. En 2017, le Conseil de la FIFA a reconnu avec document officiel (de jure) tous les champions de la Coupe intercontinentale avec le titre officiel de clubs de football champions du monde, c'est-à-dire avec le titre de champions du monde FIFA, initialement attribué uniquement aux gagnantsles de la Coupe du monde des clubs FIFA.

## Feuille de match
| Titulaires : |  |
| |  |
| Józef Młynarczyk · João Pinto · Augusto Inácio · Lima Pereira · Rui Barros 61e · Geraldão · Jaime Magalhães · Rabah Madjer · António Sousa · Fernando Gomes · António André · |  |
| Remplaçants : |  |
| Quim 61e · |  |
| Entraîneur : |  |
| Tomislav Ivić |  |

| Titulaires : |  |
| |  |
| Eduardo Pereira · Marcelo Rotti (es) · Obdulio Trasante (en) · José Oscar Herrera 95e · Alfonso Domínguez · José Perdomo · Eduardo da Silva (en) · Diego Aguirre · Daniel Vidal (es) · Jorge Cabrera (es) 46e · Milton Viera · |  |
| Remplaçants : |  |
| Gustavo Matosas (en) 46e · Jorge Gonçálvez (en) 95e · |  |
| Entraîneur : |  |
| Óscar Tabárez |  |

| Titulaires : |  |
| |  |
| Józef Młynarczyk · João Pinto · Augusto Inácio · Lima Pereira · Rui Barros 61e · Geraldão · Jaime Magalhães · Rabah Madjer · António Sousa · Fernando Gomes · António André · |  |
| Remplaçants : |  |
| Quim 61e · |  |
| Entraîneur : |  |
| Tomislav Ivić |  |

| Titulaires : |  |
| |  |
| Eduardo Pereira · Marcelo Rotti (es) · Obdulio Trasante (en) · José Oscar Herrera 95e · Alfonso Domínguez · José Perdomo · Eduardo da Silva (en) · Diego Aguirre · Daniel Vidal (es) · Jorge Cabrera (es) 46e · Milton Viera · |  |
| Remplaçants : |  |
| Gustavo Matosas (en) 46e · Jorge Gonçálvez (en) 95e · |  |
| Entraîneur : |  |
| Óscar Tabárez |  |